# Carl Köttgen
Carl Köttgen, född 29 augusti 1871, död 12 december 1951, var en tysk industriman.
Köttgen var från 1894 knuten till Siemens AG, och från 1919 direktör för Siemens-Schuckert-Werke AG. Köttgen var under 1920-talet en av den tyska elektrotekniska industrins förgrundsfigurer.